# Ofiara dziesiątego grosza

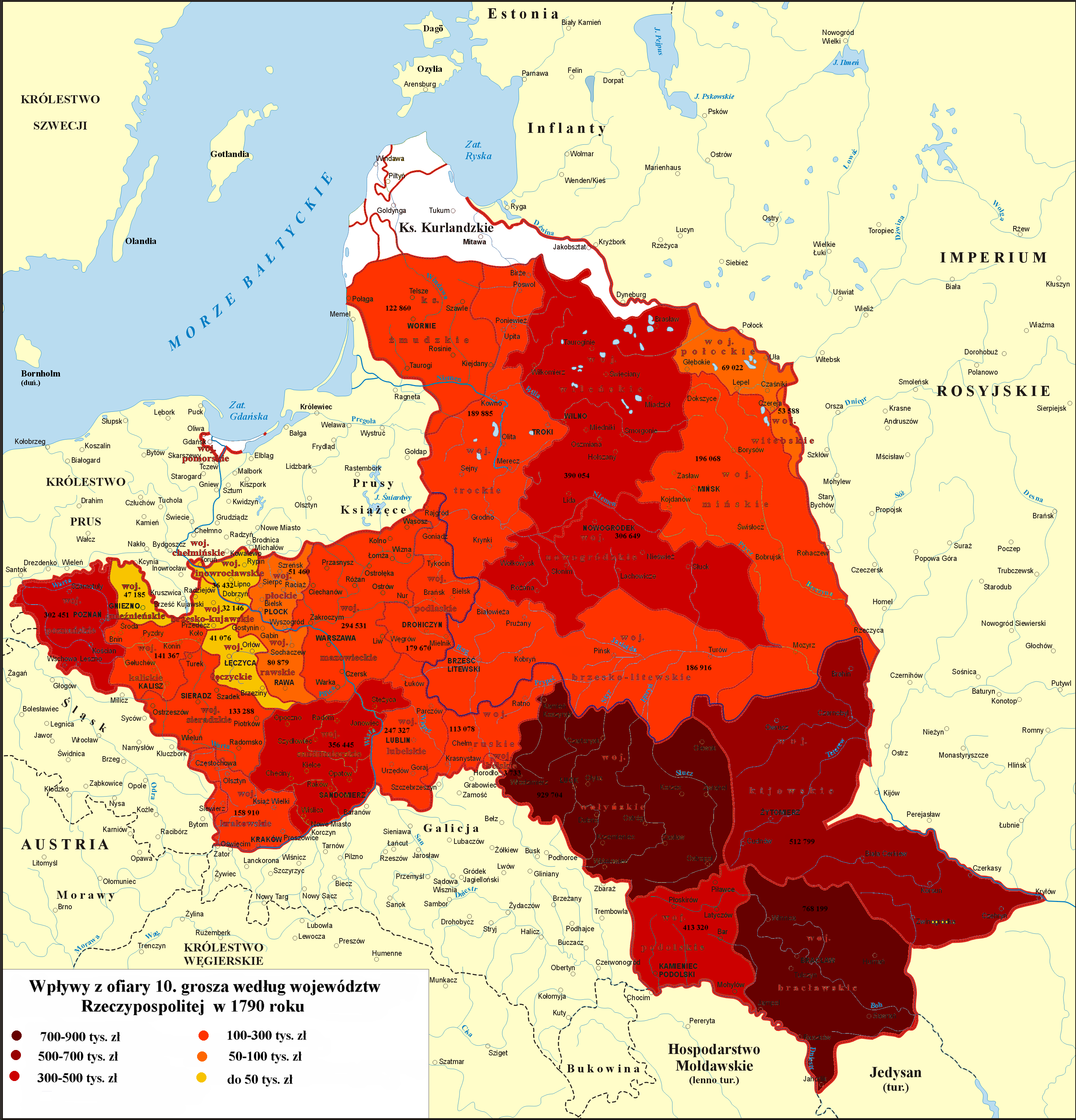
Wysokość ofiary 10 grosza według województw Rzeczypospolitej, oparta na tabeli Fryderyka Józefa Moszyńskiego z 1790 roku

Ofiara dziesiątego grosza, ofiara wieczysta – podatek dochodowo-gruntowy ustanowiony w 1789 roku przez Sejm Czteroletni jako danina publiczna pobierana od szlachty i duchowieństwa w wysokości odpowiednio 10 i 20 procent. Podatek nie był przenośny na poddanych.
Podatek przeznaczono na utrzymanie wojska, którego liczebność zwiększono uchwałą sejmową z 20 października 1788 roku do 100 tysięcy ludzi. Ostatecznie dochody nie wystarczyły nawet na utrzymanie wojska zmniejszonego późniejszymi decyzjami do 65 tysięcy ludzi.
Sejmowa debata nad podatkiem ujawniła podziały wśród stronnictwa patriotycznego i doprowadziła do zbliżenia części działaczy skupionych wokół Ignacego Potockiego do dworu królewskiego.
Podatek został utrzymany przez zaborców po rozbiorach. W Prusach istniał do 1829, w Królestwie do 1866 roku.